# میکائل دورسین
میکائل فرانک دورسین (سوئدی: Mikael Frank Dorsin؛ زادهٔ ۶ اکتبر ۱۹۸۱) بازیکن فوتبال اهل سوئد است.

## باشگاهی
از باشگاه‌هایی که در آن بازی کرده‌است می‌توان به دیورگاردن، استراسبورگ، سی‌اف‌آر کلوژ و باشگاه فوتبال روزنبورگ اشاره کرد.

## تیم ملی
وی همچنین در تیم ملی فوتبال سوئد بازی کرده است.